# Sittingbourne
Sittingbourne este un oraș în comitatul Kent, regiunea South East, Anglia. Orașul se află în districtul Swale a cărui reședință este.